# BS-1 Tishina榴彈發射器
BS-1 Tishina（俄語：БС-1 Тишина）是一款由蘇聯開發的30毫米槍管下掛式消音榴彈發射器系統，該武器在蘇軍的正式編號為RGA-86。而武器名稱當中的「Тишина」是指「沈默」。

## 設計
用於AKM的BS-1系統，是由GSN-19 Kanarejka槍掛式榴彈發射器、專用表尺、PBS-1消聲器和7.62×39毫米亞音速彈組成。而用於AKS-74U的BS-1系統，則由GSN-19槍掛式榴彈發射器、專用表尺、PBS-4消聲器和5.45×39毫米亞音速彈組成。通常還配有一個可安裝在槍托底板上的橡膠緩衝墊。
GSN-19榴彈發射器的裝填方式是既需前裝亦要後裝的。首先，射手先需將一枚30毫米口徑帶有預製膛線的穿甲燃燒榴彈（AP-I）從槍口裝進膛室內，該彈頭能穿透一般的戰術彈道導彈發射裝置、飛機蒙皮及軍事器材等目標，並造成破壞。此榴彈更能擊穿15毫米的均質軋製裝甲，但由於榴彈本身並沒有推進裝置，故在發射榴彈時射手必需從後膛裝填一枚專用的空包彈，而空包彈亦可裝在一個彈匣內（8發BC-1 7.62毫米彈或10發BC-1M 5.45毫米彈），該彈匣平時插進發射器的手槍握把內，並通過一個類似於手動步槍的旋轉後拉式槍機進行裝填和拋殼。

## 使用
BS-1 Tishina主要是為當時蘇聯時期的特種部隊而設，並取代了同為發射30毫米口徑榴彈的D武器系統及DM武器系統。

## 使用國
- 苏联
- 俄羅斯

## 外部連結
- 槍炮世界（页面存档备份，存于）
- Modern Firearms（页面存档备份，存于）

## 另見
- AKM
- AKS-74U
- GP-25